# Alcides (cantante)
Alcides Miguel Berardo (Río Cuarto, Córdoba, Argentina; 17 de julio de 1952), conocido simplemente como Alcides, es un cantante, compositor y acordeonista argentino de cuarteto y música tropical.

## Biografía
Alcides nació en Río Cuarto, dónde vivió su infancia junto a su familia en el campo, él deseaba estudiar ingeniería agrónoma, pero en 1968 tras el paso de un tornado su padre vendió las hectáreas de campo y se mudó a San Luis, donde comenzó a hacerse conocido en la escena de la musical local. De pequeño estudió y aprendió a tocar el acordeón.

## Carrera musical
Su carrera comienza en 1976 cuando forma la banda Los Playeros junto a su hermano Víctor. En 1989, la banda ya con reconocimiento nacional se separó para que cada uno siguiera su carrera de solista. Su éxito a nivel nacional llega en ese mismo año cuando desembarca en Buenos Aires y graba el éxito «Violeta», originalmente compuesta e interpretada en 1985 por el músico brasileño Luiz Caldas bajo el título «Fricote». Con esta versión, Alcides logró amplia repercusión en Argentina y varios lugares de Latinoamérica.

## Salud y vida personal
Alcides tiene 5 hijos y tuvo a lo largo de su vida dieciocho parejas. Tiene un marcapasos cardíaco y hace gimnasia acuática para tratar las dolencias en sus articulaciones. En 2024 sufrió un accidente en esta actividad, se desvaneció y casi se ahoga.

## Discografía
Desde que comenzó su carrera en el año 1976, Alcides lanzó un total de 23 álbumes de estudio y 3 álbumes recopilatorio, siendo siete junto a Los Playeros y dieciséis en solitario.

### Álbumes de estudio

#### con Alcides y Los Playeros
| Año  | Título                                                      | Discográfica |
| ---- | ----------------------------------------------------------- | ------------ |
| 1980 | Para que bailen todos (reeditado en 1990 como "La máquina") |              |
| 1985 | Bueno... muy bueno!                                         |              |
| 1987 | Ritmo fantástico                                            |              |
| 1988 | El Líder                                                    |              |
| 1988 | Rompecorazones                                              |              |

#### en Solitario
| Año  | Título                              | Discográfica   |
| ---- | ----------------------------------- | -------------- |
| 1989 | Sueños                              | Leader Music   |
| 1990 | El amo del ritmo                    | Leader Music   |
| 1991 | El Líder                            | CBS Records    |
| 1991 | El supremo                          | Leader Music   |
| 1992 | En acción                           | Leader Music   |
| 1994 | El último                           | Leader Music   |
| 1994 | Mi universo                         | Magenta Discos |
| 1994 | Juntos (con Ricky Maravilla)        | Magenta Discos |
| 1995 | Alcides no se va                    | Magenta Discos |
| 1998 | El líder de oro                     | Leader Music   |
| 1999 | Por más                             | Ecco Music     |
| 2000 | Mejor imposible (con Heraldo Bosio) | Proel World    |
| 2005 | Pura energía                        | Utopía Records |
| 2005 | Toda una fiesta                     | Utopía Records |
| 2006 | 2x1 (con Ricky Maravilla)           | Magenta Discos |
| 2015 | El Líder                            | Magenta Discos |

### Álbumes recopilatorios
| Año  | Título                  | Discográfica |
| ---- | ----------------------- | ------------ |
| 1997 | Disco de oro: 14 éxitos | Leader Music |
| 2004 | 15 Grandes éxitos       | Leader Music |
| 2007 | 20 Grandes éxitos       | Leader Music |